# Guillemets
Guillemets ⓘ ([ɡijəˈmɛː]; Singular: das Guillemet; vom französischen Wort für „Anführungszeichen“ entlehnt), auch Spitzzeichen, sind eine Form von Anführungszeichen, die aus je zwei gleichgestalteten gewinkelten Strichen bestehen, die nicht über die Kleinbuchstabenhöhe (x-Höhe) hinausragen. Es gibt sie auch als einfache Form („halbes Spitzzeichen“) aus nur einem Strich. Bei der Verwendung mit der Spitze nach innen werden sie auch als umgekehrte französische Anführungszeichen oder Möwchen bezeichnet.

## Begriff
Im Französischen bezeichnet das Wort guillemets Anführungszeichen in jeder Form, also nicht speziell diese Form der Anführungszeichen. Im Deutschen hat das Wort Guillemets dagegen eine eingeschränktere Bedeutung und bezeichnet nicht allgemein Anführungszeichen, sondern nur jene Spitzzeichen-Form der Anführungszeichen, die im Französischen chevrons genannt wird.

## Typografie und Aussehen
Guillemets bestehen jeweils aus zwei gleich gestalteten und gleich hoch angeordneten gewinkelten Strichen. Das obere Ende liegt nahe der Kleinbuchstabenhöhe (x-Höhe), das untere Ende gelegentlich auf, zumeist über der Grundlinie. Vertikal sind die Endpunkte in gerader Schrift übereinander angeordnet, in Kursivschrift zumeist entsprechend der Buchstabenneigung. Der Winkel ist zumeist ein rechter oder stumpfer Winkel. Die Schenkel sind stets gleich lang, gerade oder (speziell in Serifenschriften) auch leicht in Richtung einer größeren Winkelöffnung geschwungen, gleichmäßig dick oder (ebenfalls speziell in Serifenschriften) zu den winkelabgewandten Enden hin dünner werdend.

Guillemets in den Schriftarten Helvetica Neue, Arial, Times New Roman, Calibri, Cambria, DejaVu Serif und Courier New. Untere Reihe: kursiv

In den beiden letztgenannten Merkmalen unterscheiden sich Guillemets von Größer-/Kleiner-Zeichen und Winkelklammern: Bei ersteren kommen beide Merkmale nie, bei letzteren höchstens das zweite Merkmal gelegentlich vor.

Winkelklammern, Kleiner-/Größer-Zeichen und einfache Guillemets (halbe Spitzzeichen) in den Schriftarten Cambria, DejaVu Serif, Andron Mega Corpus, Andika und Everson Mono

Die einfachen Guillemets bestehen aus nur jeweils einem gewinkelten Strich, ansonsten ist ihre Form identisch mit den normalen Guillemets.

## Verwendung
Im Französischen und den anderen romanischen Sprachen sowie in der Schweiz (für alle Sprachen) sind sie die übliche Darstellung des Anführungszeichens und werden mit den Spitzen nach außen verwendet. Im Deutschen sind Guillemets neben den deutschen Anführungszeichen („…“) ebenfalls zulässige Anführungszeichen. Sie werden im Deutschen allerdings meist umgekehrt, also mit den Spitzen nach innen, verwendet. Man findet sie im Deutschen vor allem im Buchdruck, wo eine elegantere Erscheinungsform erwünscht ist. In der schönen Literatur, etwa im Roman, sind sie im deutschsprachigen Raum der Standard. Hier sind sie die erste Stufe in einer Hierarchie, die als dritte Stufe einfache Anführungszeichen setzt, wie etwa im folgenden Beispiel:

„Nebenbei war sie schalkhaft genug […] » […] ›Ja, geltens, Freundin, was man erleben kann! Vor zwei Jahren, wie Mozart den ‚Don Juan‘ schrieb […]‹ - ›Da müssen Sie schon drein!‹, rief er gleich in der ersten Viertelstunde,›und […], damit ich immerfort der bleiben möge, der ich bin!‹«“

In Frankreich werden zudem die Guillemets mit einem Leerzeichen vor und nach dem angeführten Text gesetzt:
- « Beispiel in Frankreich und der Welschschweiz »
- «Beispiel in der Deutschschweiz»
- »Beispiel in Deutschland und Österreich«

Im Amtlichen Regelwerk für das Deutsche und Österreichische ist nicht festgelegt, wann deutsche Anführungszeichen und wann Guillemets verwendet werden sollen. Beide Möglichkeiten stehen gleichwertig nebeneinander. Im Duden Band 9 (Richtiges und gutes Deutsch) werden die deutschen Anführungszeichen der Hand- und Maschinenschrift zugeordnet, die Guillemets dagegen dem deutschen Schriftsatz (Buchdruck). Die DIN 5008 sieht ebenfalls beides als korrekt an.
Ein Vorteil der Guillemets gegenüber den deutschen Anführungszeichen ist, dass ihre einfache Form nicht mit dem Komma (öffnendes Anführungszeichen) oder dem Apostroph (schließendes Anführungszeichen) verwechselt werden kann. Beispiele der einfachen Form:
- ‹ Beispiel in Frankreich und der Welschschweiz ›
- ‹Beispiel in der Deutschschweiz›
- ›Beispiel in Deutschland und Österreich‹

## Geschichte
Guillemets wurden bereits 1527 zur Zitatmarkierung verwendet. Die französische Bezeichnung findet sich erstmals 1677 in den Considérations en faveur de la langue françoise (deutsch: Erwägungen zugunsten der französischen Sprache) von Michel de Marolles. Dieser bezieht sich dabei auf Guillaume II Le Bé (nicht zu verwechseln mit seinem Vater Guillaume I Le Bé), dem die (vermeintlich 1622 erfolgte) Einführung der Zitatmarkierung fälschlicherweise zugeschrieben wurde. Guillemet ist eine Verkleinerungsform für den Namen Guillaume (dt.: Wilhelm).

## Darstellung auf Computersystemen
Die einfachen Guillemets sind von den mathematischen Größer-/Kleiner-Zeichen und Winkelklammern – sowohl sachlich-logisch wie typographisch-glyphisch – zu unterscheiden und haben deshalb auch unterschiedliche Positionen im Unicode-System.

### HTML-Entitäten
In HTML werden die nach rechts gerichteten Anführungszeichen » mit &raquo; kodiert, die nach links gerichteten Anführungszeichen « mit &laquo; (right bzw. left angle quote). Die einfachen Varianten werden entsprechend › mit &rsaquo; und ‹ mit &lsaquo; (right/left single angle quote) kodiert.

### LaTeX
Die LaTeX-Codierungen für die Guillemets lauten \guillemetleft für « sowie \guillemetright für » bzw. \guilsinglleft für ‹ und \guilsinglright für ›. „Left“ und „right“ werden somit analog zu den entsprechenden Formen der Winkelklammern verwendet und entsprechen demzufolge dem Schweizer Gebrauch als Anführungszeichen, nicht dem deutschen.

### Tastatureingabe
Auf der deutschen Standard-Tastaturbelegung E1 gemäß DIN 2137-01 und der älteren Normfassung T2 gemäß DIN 2137-01:2012-06 werden eingegeben:
- das (in deutschem Gebrauch) öffnende Guillemet (in DIN-5008-Terminologie:[1] rechtszeigendes Spitzzeichen) »: Alt Gr + x
- das schließende Guillemet (linkszeigendes Spitzzeichen) «: Alt Gr + v
- das einfache öffnende Guillemet (halbes rechtszeigendes Spitzzeichen) ›: Alt Gr + y
- das einfache schließende Guillemet (halbes linkszeigendes Spitzzeichen) ‹: Alt Gr + b

#### Microsoft Windows
Unter Windows gibt es verschiedene Möglichkeiten, Guillemets einzufügen.
| Zeichen | Numerische Eingabe    | Deutsche Tastatur |
| ------- | --------------------- | ----------------- |
| »       | Alt+175 bzw. Alt+0187 | Alt Gr+y          |
| «       | Alt+174 bzw. Alt+0171 | Alt Gr+x          |
| ›       | Alt+0155              | Alt Gr+Shift+y    |
| ‹       | Alt+0139              | Alt Gr+Shift+x    |

Die angeführten Zahlen können nur über den aktivierten Ziffernblock eingegeben werden.
Neben dem genannten manuellen Einfügen existiert für verschiedene Textverarbeitungen auch die Möglichkeit, dies dauerhaft über die Auto-Korrektur einzurichten.

#### macOS
Auch unter macOS gibt es die Guillemets. Diese sind über die Tastatur systemweit erreichbar.
| Zeichen | Schweizer Tastatur | Deutsche Tastatur |
| ------- | ------------------ | ----------------- |
| «       | ⌥+,                | ⌥+Q               |
| »       | ⌥+⇧+,              | ⌥+⇧+Q             |
| ‹       | ⌥+⇧+3              | ⌥+⇧+B             |
| ›       |                    | ⌥+⇧+N             |

Einfache Guillemets sind über den „Emoji und Symbole“-Dialog im Menü erreichbar. Alternativ kann das Auswahlmenü über die Tastenkombination ctrl+⌘+Leertaste erreicht werden.

#### AmigaOS
Ebenso unter AmigaOS gibt es die „Guillemets“. Diese sind über die Tastatur systemweit erreichbar.
| Zeichen | Schweizer Tastatur | Deutsche Tastatur |
| ------- | ------------------ | ----------------- |
| «       | Alt+Shift+9        | Alt+5             |
| »       | Alt+Shift+0        | Alt+6             |

### Fehlschreibung „Guillemot“
In der Font-Software von Adobe Inc., deren Dateiformatspezifikationen und in allen daraus abgeleiteten Schriftarten, die die Zeichen enthalten, werden die Guillemets fälschlich als „guillemot“ anstatt „guillemet“ bezeichnet, und zwar in den zwei Zeichen „guillemotleft“ und „guillemotright“. Tatsächlich bezeichnet das französische Wort guillemot keine Anführungszeichen, sondern die Seevogelgattung der Lummen, hat also eine andere Bedeutung.
Ebenfalls bezeichnet X11 die Guillemets in der Datei keysymdef.h mit den Fehlschreibungen XK_guillemotleft und XK_guillemotright. Auch im oben angegebenen LaTeX fand sich die Fehlschreibung.